# Айуб Абу
Айуб Абу Улам Батас (на арабски: أيوب أبو علام بطاس) е марокански футболист, който играе на поста централен полузащитник. Състезател на Пирин (Благоевград).

## Кариера
На 18 февруари 2022 г. Абу е обявен за ново попълнение на Царско село. Дебютира на 20 февруари при загубата с 1:2 като домакин на Берое.
На 15 юли 2023 г. Айуб е обявен за ново попълнение на благоевградския Пирин. Ден по-рано прави дебюта си при загубата с 1:2 като домакин на Берое.